# Fibrilace komor
Fibrilace komor  (FiK, komorová fibrilace) je smrtelně nebezpečná srdeční arytmie. Srdeční svalovina se  nekoordinovaně chvěje, srdce přestane fungovat jako pumpa - dochází k zástavě srdce.
Stav lze zvrátit okamžitým stlačováním hrudníku a elektrickou defibrilací. Pomocí elektrického výboje je zrušena chaotická činnost srdečních buněk a srdeční činnost se pak může plně obnovit. 
Při kvalitní kardiopulmonální resuscitaci trvá šance na úspěšnou defibrilaci. Každou minutu od vzniku zástavy oběhu bez stlačování hrudníku se snižuje šance na přežití o 10 - 15 %.
U rizikových nemocných (např. se závažnější formou ischemické choroby srdeční především u pacientů po infarktu myokardu s těžší poruchou funkce levé komory, některými typy kardiomyopatií, některými vzácnějšími vrozenými poruchami či po prodělané epizodě fibrilace komor) se v rámci sekundární prevence zavádí implantabilní kardioverter-defibrilátor (ICD), který v případě vzniku fibrilace komor sám arytmii rozezná a aplikuje defibrilační výboj.
Fibrilace komor má podobný název jako fibrilace síní, která bezprostředně neohrožuje na životě, protože nedochází k poruše funkce komor. Fibrilace se týká pouze svaloviny srdečních předsíní, které komory plní. Výkonnost srdce se sníží ale nedochází k zástavě oběhu.

Za normálních okolností se celé srdce koordinovaně stahuje, jednotlivé buňky jsou postupně aktivovány
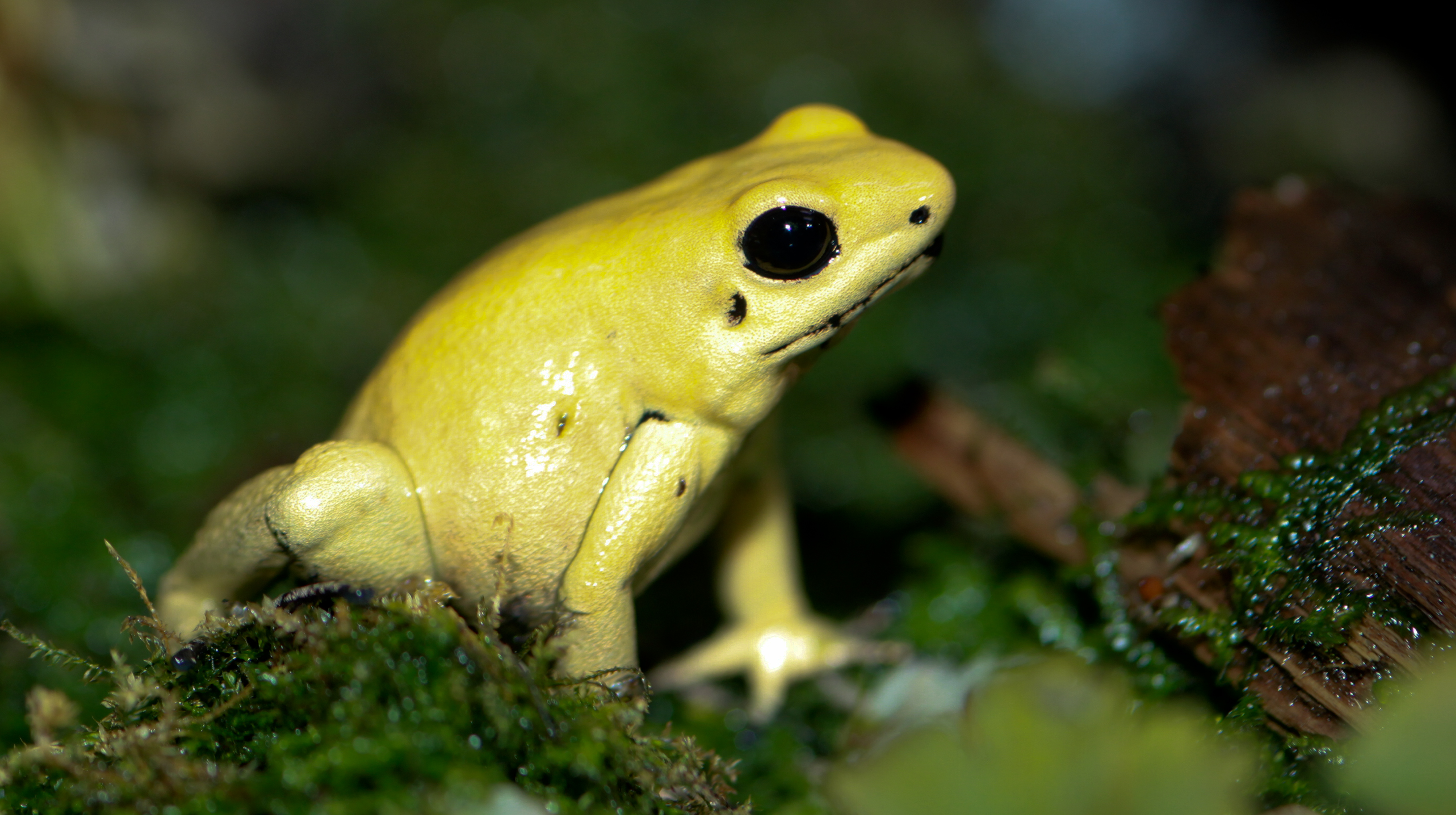
Účinkem nemocí (např.srdečního infarktu), úrazů či jedu (např. slizu pralesničky) dojde poruše činnosti
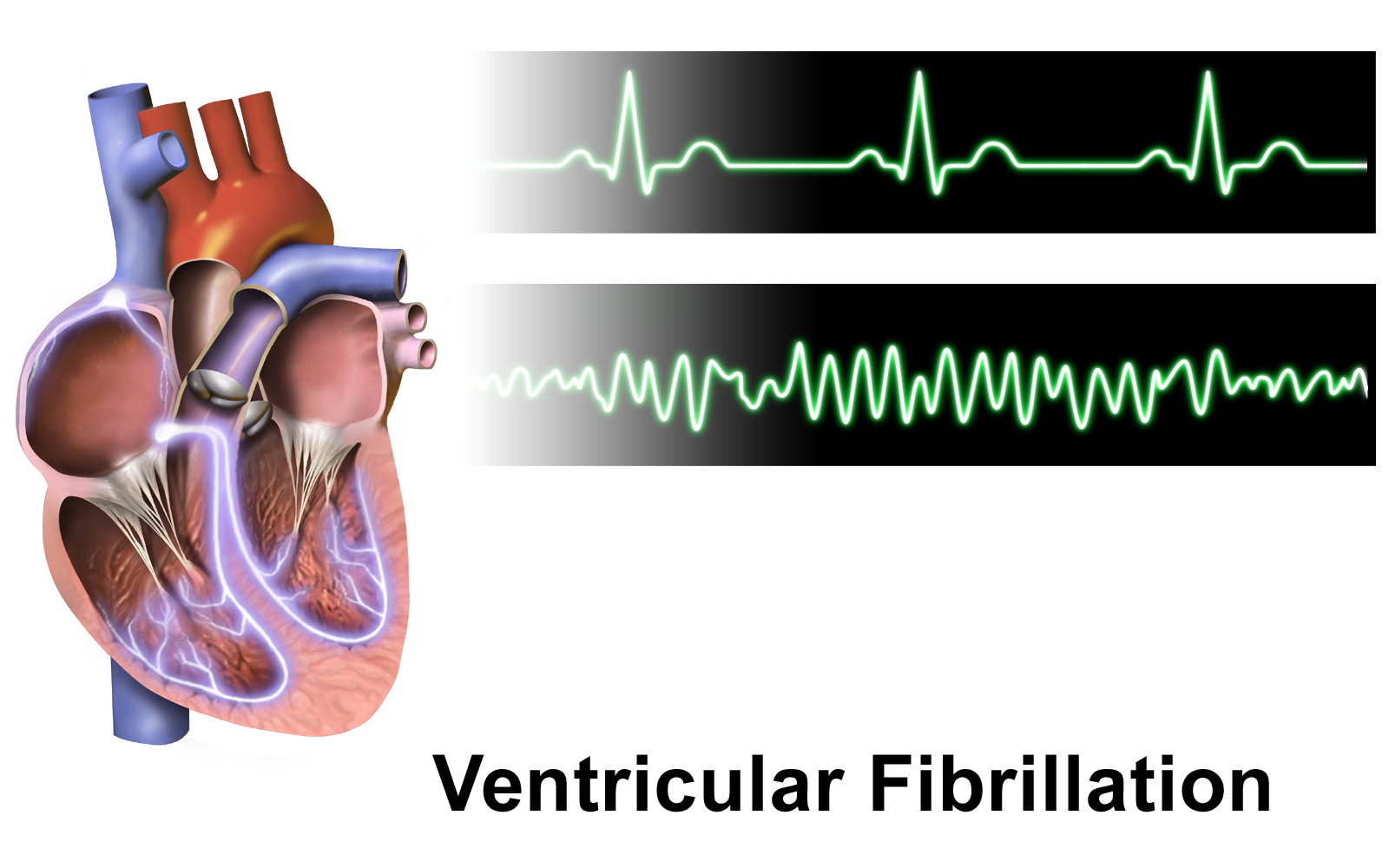
Namísto pravidelného stahování (horní křivka) se srdce neúčinně třese
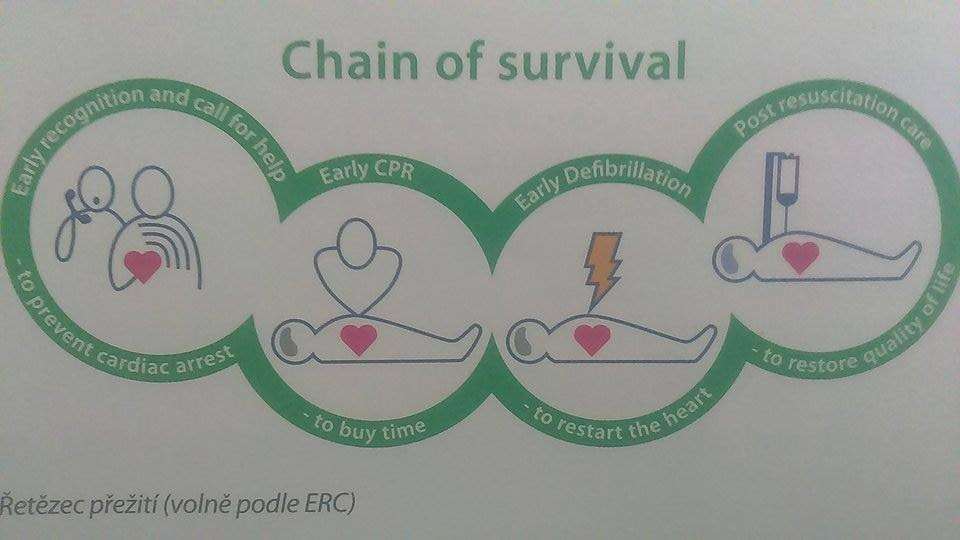
Řetěz přežití začíná včasným voláním, pokračuje okamžitou resuscitací a následnou defibrilací
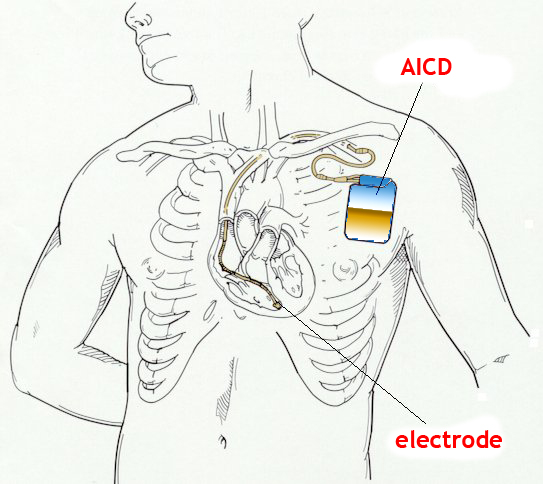
U rizikových pacientů je možné přístroj ICD voperovat pod kůži